# Akaciabarbett
Akaciabarbett (Tricholaema leucomelas) är en fågel i familjen afrikanska barbetter inom ordningen hackspettartade fåglar.

## Utseende och läte
Akaciabarbetten är en medelstor barbett med enfärgat vit undersida, svart strupe, rött i pannan och ett slående ögonbrynsstreck i gult och vitt. Liknade miombobarbetten saknar den mörka strupfläcken och har olikt akaciabarbetten gulaktigt bröst och kraftigt fläckad undersida. Lätet är ett tydligt melankoliskt "poooop" som upprepas sex till sju gång, ofta åtföljt av ett nasalt och upprepat "nyeeeeaar". 

## Utbredning och systematik
Akaciabarbett delas in i tre underarter med följande utbredning:
- T. l. centralis – Angola, sydvästligaste Zambia och västra Zimbabwe till norra Kapprovinsen
- T. l. affinis – östra Zimbabwe och sydvästra Moçambique till östra Kapprovinsen och norra KwaZulu-Natal
- T. l. leucomelas – Sydafrika (centrala, södra och sydvästra Kapprovinsen)

Arten hybridiserar med miombobarbetten i södra delen av utbredningsområdet.

## Levnadssätt
Akaciabarbetten hittas i halvöken, savann och trädgårdar. Den föredrar buskage och mer beskogade områden med tillgång på trädhål för häckning.

## Status och hot
Arten har ett stort utbredningsområde och tros öka i antal. Internationella naturvårdsunionen IUCN listar den därför som livskraftig (LC).